# Збруев, Алексей Алексеевич
Алексе́й Алексе́евич Збру́ев (1799—1832) — русский гравёр и педагог, ученик Николая Уткина.

## Биография
Во время обучения в Московском коммерческом училище Алексей Збруев показал большие успехи в рисовании и по окончании его был принят на стипендию императрицы Марии Фёдоровны казённым пенсионером Императорской Академии художеств в Санкт-Петербурге, в класс гравирования под руководством Н. И. Уткина. Но так как из-за юного возраста он не мог быть принят воспитанником, то был, 22 марта 1819 года, зачислен в число оставляемых при Академии для усовершенствования.
В 1823 году за третной экзамен Алексей Збруев получил свою первую награду — серебряную медаль 2-го достоинства.
В 1824 году ему было поручено выгравировать Божию Матерь с картины профессора А. Е. Егорова; за эту работу он был награжден аттестатом 2-й степени; в следующем 1825 году им была получена серебряная медаль 1-го достоинства, а через два года за эстамп, «выгравированный им грабштиком с картины Леонардо да Винчи, представляющей Иродиаду, держащую на блюде главу Иоанна Крестителя», получил золотую медаль 2-го достоинства. Этот эстамп был на академической выставке 1827 года, причём критики находили, что он «весьма удачно выполнен, особенно в отделке лица Иродиады много мягкости и приятности. Колорит в подлинной картине очень темен, но молодой художник сделал все, что мог, для избежания однотонности». Эстамп этот был посвящен А. Збруевым своей покровительнице, императрице Марии Фёдоровне.
Начатая так блестяще карьера художника по неизвестным причинам прервалась; Збруев не выступил конкурентом на первую золотую медаль, а вышел из Императорской Академии и переехал в Москву, где стал работать в качестве учителя рисования; там он и умер — согласно распространенной версии, восходящей к воспоминаниям гравёра Фёдора Иордана — от холеры в 1832 году. В то же время в справочнике «Московский некрополь» (1907) сохранилась запись о титулярном советнике Алексее Алексеевиче Збруеве, умершем 5 (17) октября 1847 года и похороненном на Даниловском кладбище.
Некоторые сохранившиеся до нашего времени работы А. А. Збруева находятся в запасниках московских музеев:
- Третьяковская галерея: рисунки «Бабушка и внуки» 1820 г., «Обручение Марии» 1820 г., «Милосердие римлянки» 1822 г.
- Государственный Исторический музей: портрет Александра Герцена, 1830-е гг. (холст, масло).

Из других работ Збруева наиболее известна гравюра «Татьяна с письмом» по рисунку Александра Нотбека, появившаяся в «Невском альманахе» за 1829 год как часть первой иллюстрированной публикации романа в стихах Александра Пушкина «Евгений Онегин». По поводу этой гравюры друг Пушкина князь Пётр Вяземский писал следующее: «Какова твоя Татьяна пьяная в „Невском альманахе“ с титькою навыкате и с пупком, который сквозит из-под рубашки? Если видаешь Аладьина (хотя на блинной неделе), скажи ему, чтобы он мне прислал свой „Невский альманах“ в Пензу: мне хочется вводить им в краску наших пензенских барышень. В Москве твоя Татьяна всех пугала». Сам Пушкин также отозвался на иллюстрацию к отрывку «Евгения Онегина» весьма хлёсткой эпиграммой:
| Пупок чернеет сквозь рубашку, Наружу титька — милый вид! Татьяна мнет в руке бумажку, Зане живот у ней болит: Она затем поутру встала При бледных месяца лучах И на подтирку изорвала Конечно «Невский альманах». |

По мнению П. Н. Столпянского (в персоналии «Русского биографического словаря», 1897), рисунок Нотбека не может быть назван художественным, но участие А. А. Збруева, выразившееся хотя бы в гравировании рисунка для «Невского альманаха», до известной степени свидетельствует, что он уже пользовался славою гравёра и успел завязать связи среди лучших литераторов того времени.